# Teatro 11
Teatro 11 è stato uno special televisivo di varietà trasmesso il 18 maggio 1972 sul Secondo canale (l'odierna Rai 2), condotto da Franco Franchi con la partecipazione di Loretta Goggi.

## Il programma
Nella stessa scenografia di Teatro 10 terminato solo pochi giorni prima, Franco Franchi si produce in uno speciale televisivo, sorta di parodia del programma "madre", dove l'attore comico tenta di realizzare il suo sogno proibito, uno show tutto per sé, che possa lanciarlo come nuovo "bello" della televisione. Nel corso della trasmissione propone al pubblico alcune canzoni scritte e cantate da lui stesso, monologhi comici, con l'intervento di ospiti in studio tra cui proprio Alberto Lupo, protagonista di Teatro 10, che tenta di dare lezioni di galanteria a Franchi per corteggiare Anita Ekberg.
Il comico siciliano ha al suo fianco non la storica spalla Ciccio Ingrassia ma l'esordiente Loretta Goggi, che si produce anch'essa nelle imitazioni di Mina, Ornella Vanoni e Patty Pravo, ed esegue alcuni dei suoi singoli del periodo. Tra gli ospiti dello spettacolo anche la cantante Rosanna Fratello.
Lo speciale è stato reso disponibile sul portale RaiPlay. 

## Cast tecnico
- Regia: Enzo Trapani
- Autori: Giancarlo Guardabassi, Riccardo Pazzaglia
- Direzione musicale: Mario Bertolazzi